# Bandini Automobili

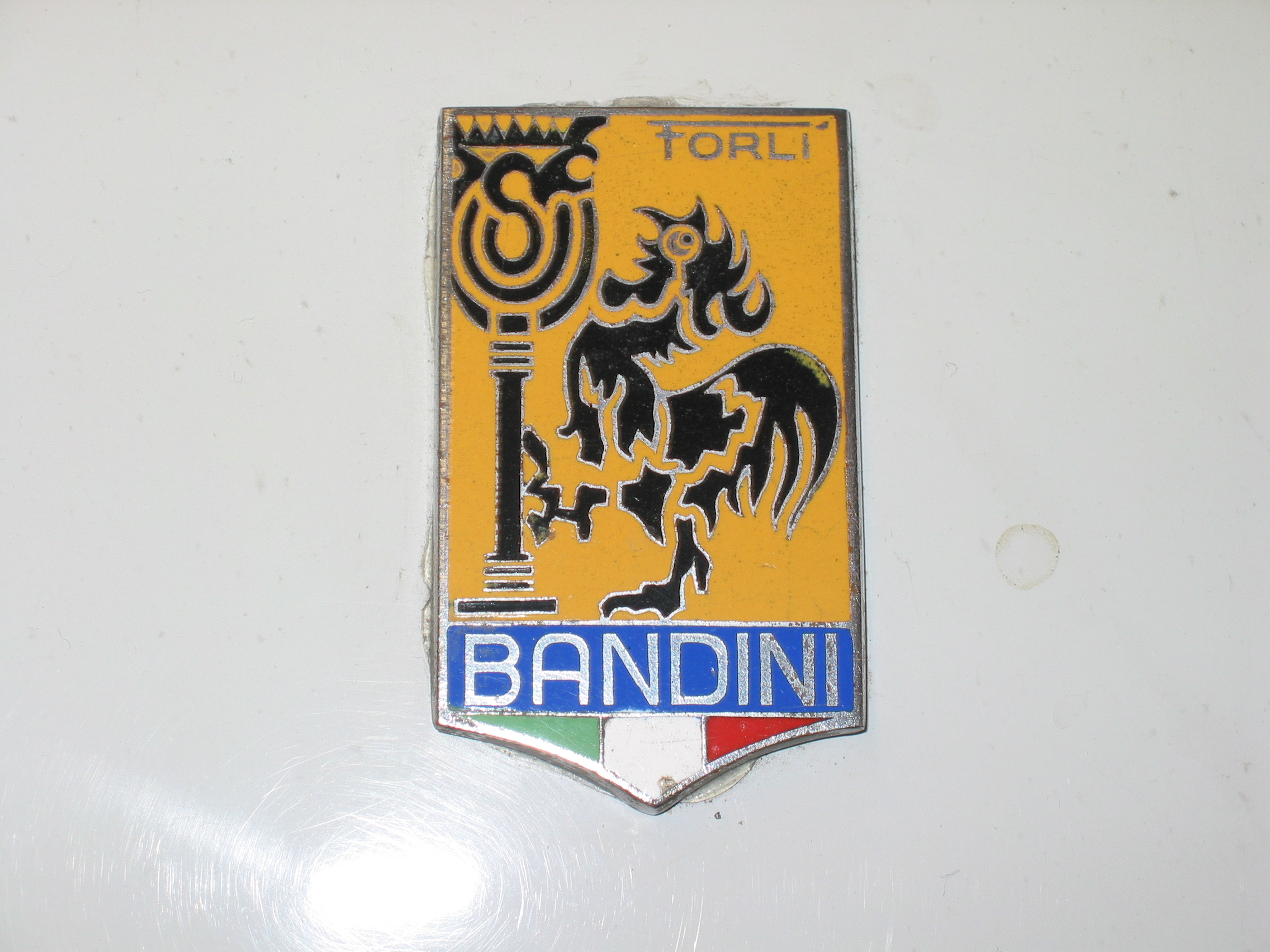
Emblem

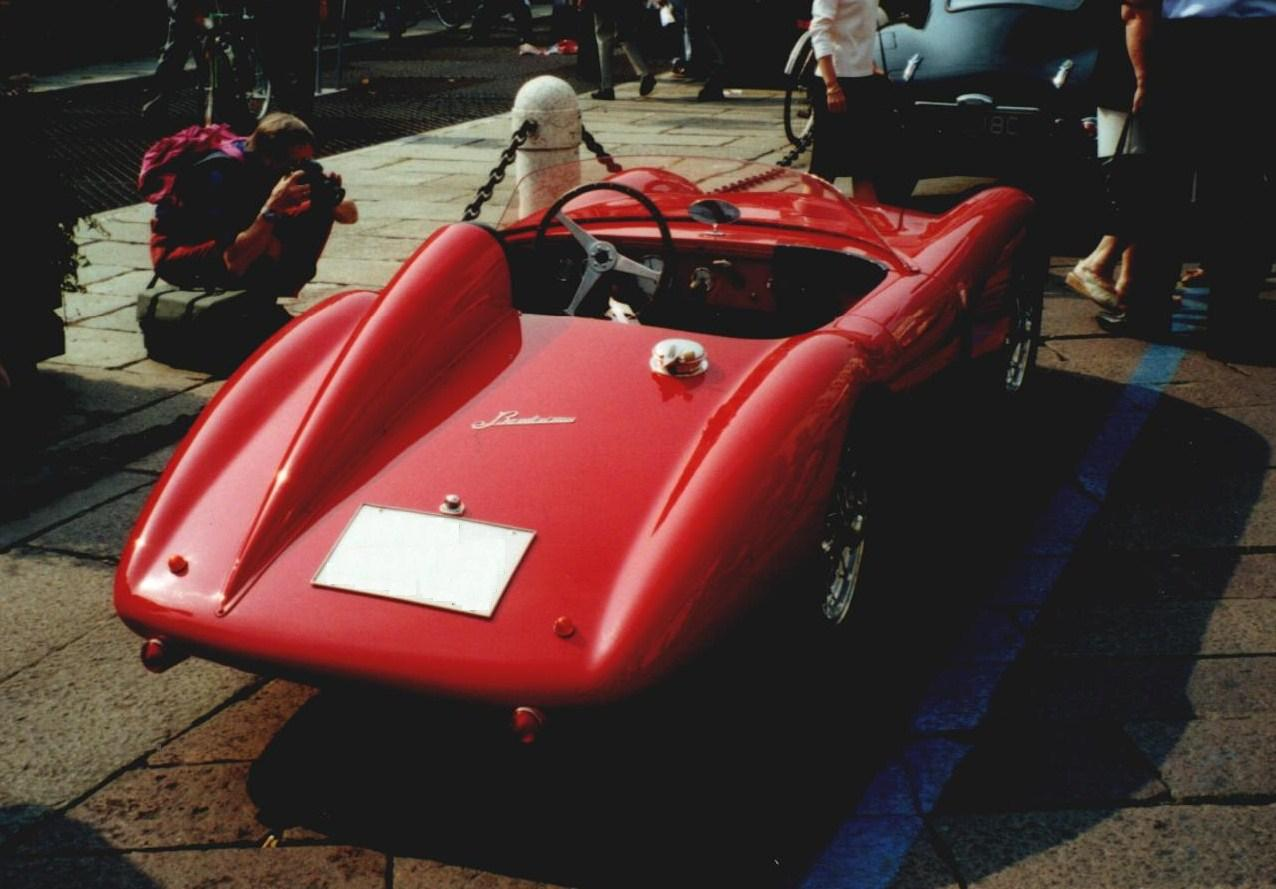
Bandini von 1957

Bandini Automobili war ein italienischer Hersteller von Automobilen.

## Unternehmensgeschichte
Ilario Bandini gründete 1946 in Forlì das Unternehmen zur Produktion von Automobilen und Rennwagen. 1992 endete die Produktion.

## Fahrzeuge
Es wurden Sportwagen und Rennwagen hergestellt. 46 Fahrzeuge existieren heute noch. Ein Fahrzeug dieser Marke nimmt gelegentlich an der Mille Miglia in Italien teil.

### Bandini „La prima“ 1100/46
Das erste Fahrzeug entstand 1946. Es war ein offener Zweisitzer. Für den Antrieb sorgte ein modifizierter Vierzylindermotor vom Fiat 1100 mit 1089 cm³ Hubraum.

### Bandini 1100 Sport
Zwischen 1947 und 1950 wurde dieser offene Zweisitzer angeboten. Zur Wahl standen der Motor vom Fiat 1100 mit 1089 cm³ Hubraum und 65 PS Leistung sowie ein Motor mit 1496 cm³ Hubraum und 97 PS Leistung, der mit Hilfe von Siata entstand.

### Bandini 1100 Siluro
Dies war die Rennwagenversion des Bandini 1100 Sport, die von 1947 bis 1949 entstand. Es wurden die gleichen Motoren verwendet.

### Bandini 750 Sport Siluro
Diese Rennwagen wurden zwischen 1950 und 1956 hergestellt. Bis 1953 wurden kleine vordere Kotflügel verwendet, die beim Lenken dem Radeinschlag folgten. Nach 1953 deckten die verbreiterten Kotflügel die Vorderräder komplett ab. Die folgenden Motoren standen zur Auswahl:
- 747 cm³ Hubraum, 45 PS, von Crosley Motors
- 747 cm³ Hubraum, 65 bis 71 PS, von Bandini auf Basis des Crosley-Motors mit DOHC-Ventilsteuerung entwickelt
- 1496 cm³ Hubraum, 97 PS, von Siata
- 1625 cm³ Hubraum von Offenhauser
- 750 cm³ Hubraum von Saab
- 1250 cm³ Hubraum von MG
- 2000 cm³ Hubraum von Alfa Romeo

### Bandini-Maserati 1500
Dieser Rennwagen von 1952 oder 1953 war mit einem Sechszylindermotor vom Maserati A6 mit 1488 cm³ Hubraum und 75 PS ausgestattet.

### Bandini Formel 3
Diese Rennwagen der Formel 3 entstanden zwischen 1954 und 1958. Die Vierzylindermotoren mit DOHC-Ventilsteuerung hatten 747 cm³ Hubraum und leisteten 66 bis 73 PS.

### Bandini GT
Dieser Sportwagen auf der Basis des Bandini 750 Sport Siluro von 1955 war das erste Coupé der Marke. Der Motor mit DOHC-Ventilsteuerung leistete aus 747 cm³ Hubraum 62 PS.

### Bandini 750 Sport Internazionale „Saponetta“
Dieses Modell wurden zwischen 1957 und 1961 als Nachfolger des Bandini 750 Sport Siluro hergestellt. Zur Wahl standen der DOHC-Motor mit 747 cm³ Hubraum und 68 bis 71 PS sowie ein Vierzylindermotor mit 987 cm³ Hubraum und 90 PS.

### Bandini Formel Junior
Diese einsitzigen Rennwagen der Formel Junior entstanden von 1959 bis 1962. Es wurde der Motor vom Fiat 1100-103 mit 1089 cm³ Hubraum und 90 PS verwendet.

### Bandini 1000/62 P
Dieser Sportprototyp wurde von 1962 bis 1965 produziert. Der Bandini-Motor mit 987 cm³ Hubraum und 98 PS war im Heck montiert.

### Bandini 1000 GT
Dieses Coupé von 1963 besaß einen Bandini-Motor mit 987 cm³ Hubraum und 94 PS.

### Bandini 1000/66 Sport
1966 entstand dieses Modell als Nachfolger des Bandini 1000/62 P. Der Bandini-Motor mit 987 cm³ Hubraum leistete 105 PS.

### Bandini Saloncino
Dieses Coupé mit Heckmotor entstand 1968. Der Bandini-Motor mit 987 cm³ Hubraum leistete 105 PS.

### Bandini 1000/70 V
Dieser Sportprototyp von 1970 mit Heckmotor leistete 115 PS aus 987 cm³ Hubraum.

### Bandini S.P. 1000
Dieser Sportprototyp von 1972 besaß den gleichen Motor wie sein Vorgänger, der Bandini 1000/70 V, allerdings mit 118 PS Leistung.

### Bandini 1300 16 V i.
Bei diesem Sportprototyp von 1980 wurde ein Vierzylindermotor mit 16 Ventilen und 1289 cm³ Hubraum verwendet, der auf einem Motor von Fiat basierte und über DOHC-Ventilsteuerung von Bandini verfügte.

### Bandini 1000 Turbo
Dieses Coupé, auch Bandini Berlinetta genannt, war das letzte Modell der Marke. Der Vierzylindermotor mit 929 cm³ Hubraum war mit einem Turbolader ausgestattet.

## Museum
In Forlì betreibt der Neffe von Ilario Bandini ein kleines Museum mit zehn Fahrzeugen der Marke.